# Adonisea intermontana
Adonisea intermontana là một loài bướm đêm trong họ Noctuidae.